# أحمد بن عبية المقدسي
أحمد بن محمد بن محمد الأثري المقدسي المشهور بـابن عُبَيَّة المقدسي (30 ديسمبر 1427 - 5 ديسمبر 1499) (12 ربيع الأول 831 - 3 جمادى الأولى 905) فقيه شافعي وقاضي وشاعر عربي شامي من أهل القرن الخامس عشر الميلادي/ التاسع الهجري. ولد بالقدس ونشأ بها. تلقى العلوم العقلية والنقلية فيها، ثم ولي قضاءها. ذهب إلى دمشق حيث درّس ووعظ بالجامع الأموي. توفي فيها ودفن بمقبرة باب الصغير. له ديوان شعر يحتوي عدة قصائد نبوية. وقد اشتهر بحسن النظم وجمال الخط والوعظ والخطابة.

## سيرته
هو شهاب الدين أحمد بن محمد بن محمد بن محمد بن أبي بكر بن عبّيّة المقدسي الأثري. ولد يوم 12 ربيع الأول 831/ 30 ديسمبر 1427 بالقدس في الدولة المملوكية ونشأ بها. ينحدر من أسرة حلبية. تلقى العلوم العقلية والنقلية فيها، ثم ولي قضاءها. وظل في منصبه إلى أن عزل ونفاه السلطان الأشرف قايتباي إلى دمشق عقوبة له على الحكم الشرعي الذي أصدره سنة 1473 لهدم الكنيس اليهودي فهاجر إلى دمشق. وفيها قام بالتدريس والوعظ في الجامع الأموي. توفي فيها يوم 3 جمادى الأولى 905/ 5 ديسمبر 1499. ودفن في مقبرة باب الصغير شمالي ضريح الشيخ حماد. 

## مؤلفاته
ينسب إليه مخطوطة «نفيس النفائس في تحري مسائل الكنائس وكشف ما للمشركين في ذلك من الدسائس» و«وفاء العهود في وجوب هدم كنيسة اليهود».

## شعره
وصفه عمر فروخ «كان أحمد بن عبّيّة عالما واعظا و شاعرا وجدانيّا له غزل ووصف وبديعيات.»، ومن بديعياته: